# Villanovaforru
Villanovaforru är en ort och kommun i provinsen Sydsardinien i regionen Sardinien i sydvästra Italien. Kommunen hade 705 invånare (2017).